# اچ‌ام‌اس سابتل (پی۲۵۱)
اچ‌ام‌اس سابتل (پی۲۵۱) (به انگلیسی: HMS Subtle (P251)) یک زیردریایی بود که طول آن ۲۱۷ فوت (۶۶ متر) بود. این زیردریایی در سال ۱۹۴۴ ساخته شد.